# Matilda I
Matilda I (službeno eng. Infantry Tank Mark I Matilda I) je bio britanski pješadijski tenk projektiran između dva svjetska rata. Prvi je britanski tenk kojem je bila uloga bliska potpora i djelovanje s pješaštvom.
Sir John Carden je projektirao tenk, dok ga je Vickers proizvodio od travnja 1937. godine. Prilikom projektiranja najveće ograničenje je bila cijena primjerka, jer je zahtjev britanskog ministarstva bio da bude što jeftiniji. Do 1940. činili su veći dio opreme 1. tenkovske brigade u Francuskoj. Maksimalna brzina tenka je bila 13 km/h zato što se u to vrijeme smatralo da pješadijski tenkovi trebaju pratit pješadiju što znači da ne trebaju imati brzinu veću od brzine ljudskog hoda. Kako bi se smanjila cijena proizvodnje tenk je konstruiran vrlo jednostavno. Ugrađivan je konvencionalni motor Ford V8 i transmisija, dok su ostali dijelovi pogona preuzeti s Vickersovih lakih tenkova. Gotovo cijeli tenk je napravljen spajanjem čeličnih ploča zakivanjem osim kupole koja je lijevana. Do kolovoza 1940. proizvedeno je ukupno 140 primjeraka.
Iako je bio jeftin i pouzdan tenk, ubrzo je postao nadjačan i beskoristan na bojištu. Korišten je u samom početku Drugog svjetskog rata, a kasnije je rabljen samo u svrhu treninga posada.

### Zajednički poslužitelj
|  | Zajednički poslužitelj ima još gradiva o temi Matilda I |